# Lohiella
Lohiella is een geslacht van vliesvleugeligen uit de familie van de Encyrtidae. De wetenschappelijke naam van dit geslacht is voor het eerst geldig gepubliceerd in 1980 door John Noyes.

## Soorten
Het geslacht Lohiella omvat de volgende soorten:
- Lohiella esteryx Noyes, 2010
- Lohiella flaviclava (Howard, 1894)
- Lohiella goldus Noyes, 2010
- Lohiella inglisiae (Hayat, 2003)
- Lohiella jygis Noyes, 2010
- Lohiella labaris Noyes, 2010
- Lohiella lestes Noyes, 2010
- Lohiella longicornis (Noyes & Hayat, 1984)
- Lohiella ocypete Noyes, 2010
- Lohiella paramo Noyes, 2010
- Lohiella phoenix Noyes, 2010
- Lohiella pnyxia Noyes, 2010
- Lohiella praxes Noyes, 2010
- Lohiella sauga Noyes, 2010